# Haiti nos Jogos Pan-Americanos de 1999
O Haiti competiu nos Jogos Pan-Americanos de 1999, em Winnipeg, no Canadá.